# Veľký Kýr
Veľký Kýr (bis 1992 slowakisch Milanovce – bis 1948 „Nitriansky Kýr“; ungarisch Nagykér) ist eine Gemeinde im Okres Nové Zámky innerhalb des Nitriansky kraj in der Slowakei.
Der Ort liegt im Donautiefland am Fluss Malá Nitra (dem alten Lauf der Nitra), mit dem Ortszentrum in der Höhe von 130 m n.m. Er liegt an der Hauptstraße 64 sowie an der Bahnstrecke Nové Zámky–Prievidza, 11 km nördlich von Šurany und 16 km südlich von Nitra entfernt.
Das Gebiet der heutigen Gemeinde wurde in der Steinzeit besiedelt. Im 1. Jahrhundert errichteten die Römer hier einen Wachturm, der an der hier durchführenden Bernsteinstraße lag. Die Gegend wurde dann von Awaren und Slawen besiedelt, bevor sie im 10. Jahrhundert von Magyaren erobert wurde. An den altungarischen Stamm Kér, der hier siedelte, erinnert bis heute der Ortsname.
Der Ort selbst wurde zum ersten Mal 1113 als Ker schriftlich erwähnt und gehörte zuerst dem Kloster von Zobor, seit dem Jahr 1349 bis zur Abschaffung der Leibeigenschaft (1848) dem Erzbistum Gran. Während der Türkenkriege wurde der Ort mehrmals verwüstet.

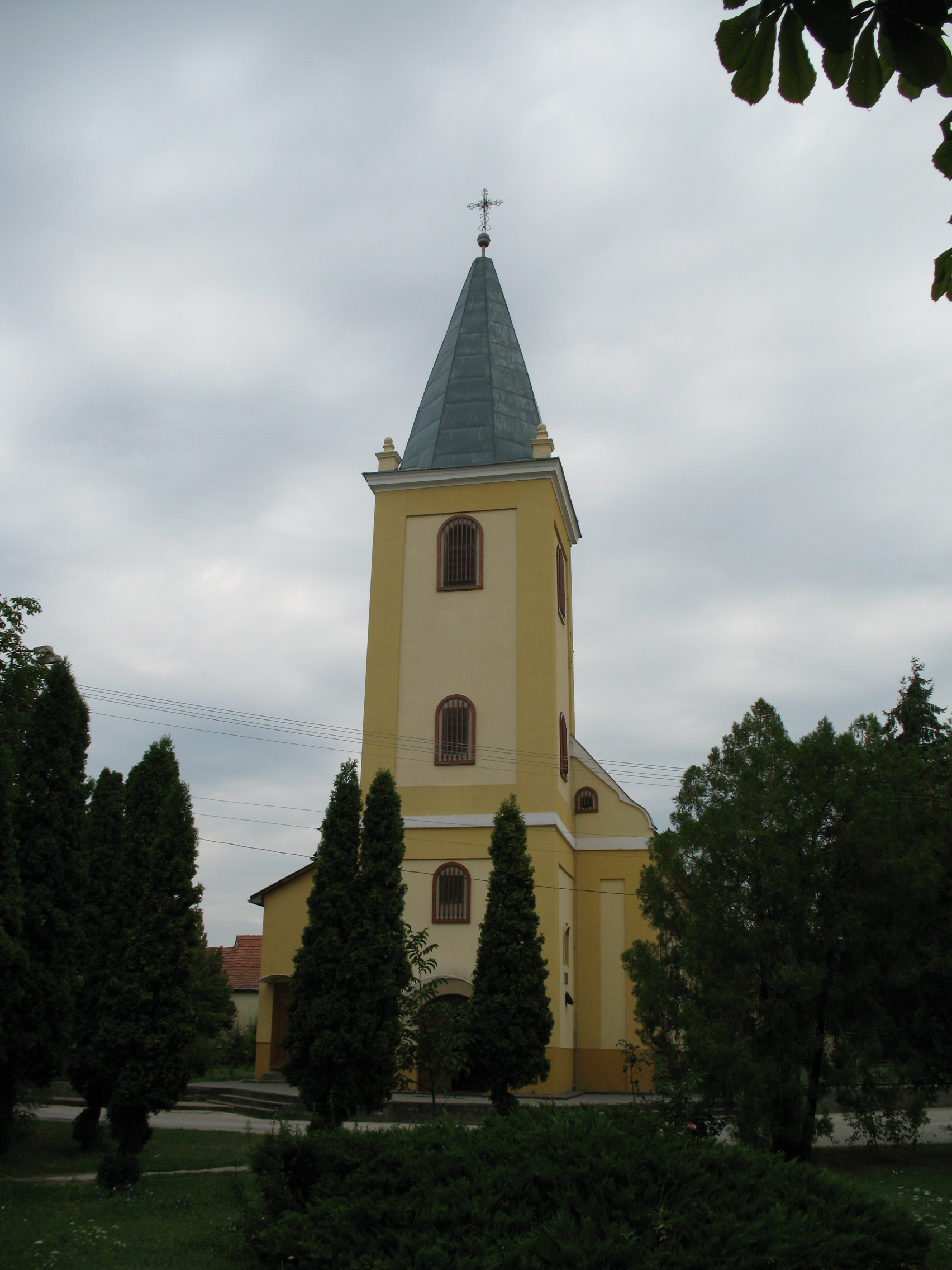
Kirche der Kreuzerhöhung in Veľký Kýr

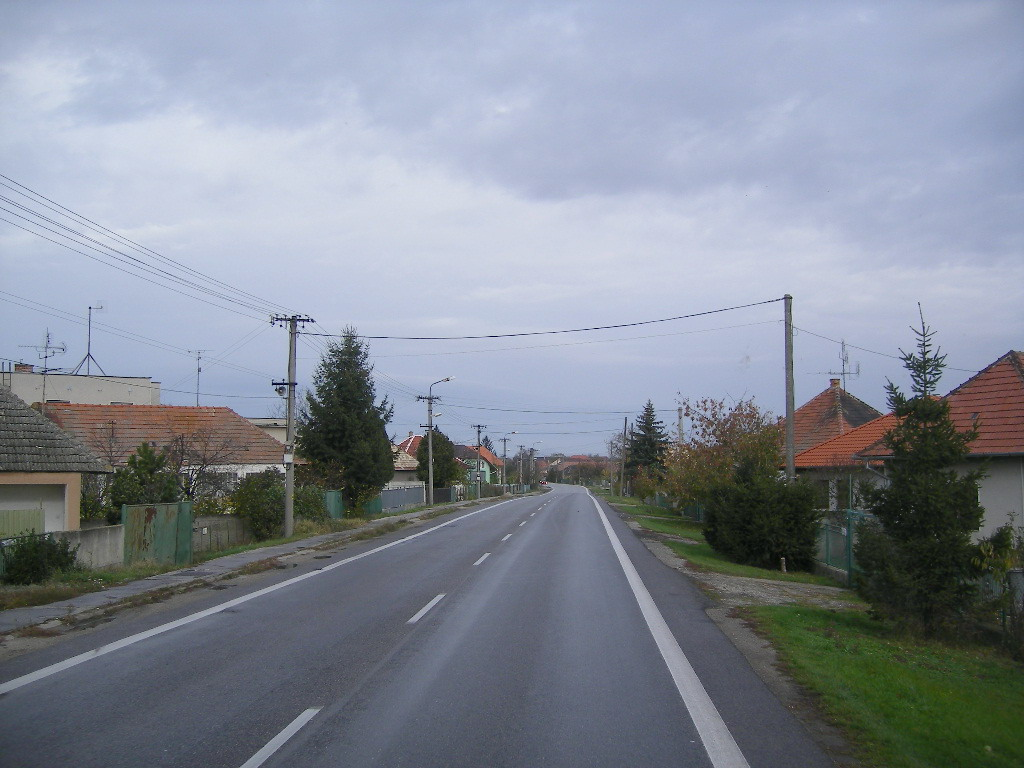
Hauptstraße im Ort

Bis 1918 gehörte der Ort im Komitat Neutra zum Königreich Ungarn, danach kam zur neu entstandenen Tschechoslowakei. 1938–45 lag er auf Grund des Ersten Wiener Schiedsspruchs noch einmal in Ungarn. 1942 vereinigte sich der Ort Veľký Kýr mit dem Ort Malý Kýr (damals ungarisch Kiskér) zum neuen Ort Nitriansky Kýr (damals Nyitrakér). 1948 wurde der Ortsname in Anlehnung an Milan Rastislav Štefánik aus nationalpolitischen Gründen in Milanovce geändert, bevor die Gemeinde 1992 nach einer Petition der Einwohner in Veľký Kýr umbenannt wurde.

## Bevölkerung
| Jahr                | 1994 | 2004    | 2014    | 2024    |
| ------------------- | ---- | ------- | ------- | ------- |
| Anzahl der Personen | 3347 | 3092    | 3017    | 2931    |
| Unterschied         |      | −7,61 % | −2,42 % | −2,85 % |

| Jahr                | 2023 | 2024    |
| ------------------- | ---- | ------- |
| Anzahl der Personen | 2963 | 2931    |
| Unterschied         |      | −1,07 % |

Die Bevölkerung setzt sich laut der Volkszählung 2001 (3069 Einwohner) aus 64,3 % Magyaren, 35,3 % Slowaken und anderen zusammen. Fast alle Einwohner (97,7 %) gaben ihre Konfession als römisch-katholisch an.